# 305 v. Chr.
Portal Geschichte | Portal Biografien | Aktuelle Ereignisse | Jahreskalender | Tagesartikel

◄ |
5. Jahrhundert v. Chr. |
4. Jahrhundert v. Chr. |
3. Jahrhundert v. Chr. |
►

◄ | 320er v. Chr. | 310er v. Chr. | 300er v. Chr. | 290er v. Chr. |
280er v. Chr. |
►

◄◄ | ◄ | 308 v. Chr. | 307 v. Chr. | 306 v. Chr. | 305 v. Chr. |
304 v. Chr. |
303 v. Chr. |
302 v. Chr. |
► |
►►

## Ereignisse

### Alexanderreich / Diadochenkriege
- Nach Antigonos I. Monophthalmos nehmen auch die übrigen Diadochen Seleukos I. in Mesopotamien, Ptolemaios I. in Ägypten, Lysimachos in Thrakien und Kassander in Makedonien den Königstitel an; endgültiges Ende der Reichseinheit des Alexanderreiches.
- Demetrios I. Poliorketes beginnt mit der Belagerung des mit Ägypten verbündeten Rhodos. Gewaltige Belagerungsmaschinen kommen zum Einsatz.
- Gemeinsam mit den Aitoliern siegen die Athener unter ihrem Feldherren Olympiodoros bei Elateia gegen die Makedonier unter Kassander.
- Beginn von Auseinandersetzungen zwischen dem indischen Herrscher Chandragupta Maurya und Seleukos I. an der Ostgrenze des Seleukidenreiches.
- um 305 v. Chr.: Seleukos I. lässt die Stadt Seleukia am Tigris errichten.

### Westliches Mittelmeer
- In der Schlacht von Bovianum gelingt den Römern im Zweiten Samnitenkrieg unter ihren Konsuln Curvus Paetinus und Postumius Megellus ein entscheidender Sieg über die Samniten. Auch Sora, Arpinum und Cesennia werden erobert.

## Geboren
- um 305 v. Chr.: Kallimachos von Kyrene, hellenistischer Gelehrter († um 240 v. Chr.)

## Gestorben
- Dionysios, Tyrann von Herakleia